# Steffen (Chile)
Steffen es una localidad rural ubicada en la confluencia del Río Steffen y el Río Manso en el Valle de Río Manso próximo al Estuario de Reloncaví, forma parte integrante de la comuna de Cochamó, en la Región de Los Lagos, Chile.
Su nombre se debe a Hans Steffen geógrafo alemán que trabajó para el Gobierno de Chile previo al Laudo Arbitral entre Chile y Argentina de 1902.